# 旅の犬
「旅の犬」（たびのいぬ）は、所ジョージの通算34枚目のシングル。2000年11月22日発売。

## 概要
所のバップ在籍最後のシングルとなった。

## 収録曲
全曲作詞・作曲：所ジョージ　編曲：井上鑑
1. 旅の犬
  - 日本テレビ系CGアニメ「デジタル所さん」オープニングテーマ。
  - 「僕の犬」の続編とも言える歌。
2. そんじゃまぁコンチワッス
  - 日本テレビ系CGアニメ「デジタル所さん」挿入歌。
  - シングル発売時には、タイアップ表記がなかったが、挿入歌として「デジタル所さん」のサントラに収録されている。
  - 健忘症の人が知り合いなのかも知れないが挨拶した人が誰なのか分からず悩むと言う内容の歌である。
3. 明日にします
  - 日本テレビ系「所さんの目がテン!」エンディングテーマ。
  - 所流前向きソング。
4. 反省
  - 日本テレビ系「1億人の大質問!?笑ってコラえて!」エンディングテーマ